# Landesverein für Innere Mission Hannover
Der Landesverein für Innere Mission Hannover ist ein gemeinnütziges Werk innerhalb der Evangelisch-lutherischen Landeskirche Hannovers. Aus der Arbeit des Landesvereins für Innere Mission gingen unter anderem das Diakonische Werk oder das Stephansstift hervor. Die Geschäftsstelle des Vereins hat ihren Sitz im Lutherhaus in der Ebhardtstraße in Hannover.

## Geschichte
Der Verein wurde am 17. Mai 1865 in Hannover gegründet. Zu Anfang beschränkte sich die Arbeit auf die Stadt Hannover. 1867 folgte die Gründung des Vereines für Innere Mission in der Provinz Hannover. Im Jahre 1877 schlossen sich die beiden Vereine zum Landesverein für Innere Mission zusammen. 1885 wurde der Landesverein mit den Rechten einer Juristischen Person versehen.
Ab 1868 brachte der Verein das Hannoversche Sonntagsblatt heraus (heute: Evangelische Zeitung für Niedersachsen). 1869 folgte die Gründung des Stephansstiftes. 1886 wurde die Seemannsmission ins Leben gerufen. Unter Otto Strecker, der ab 1891 als Erster Vereinsgeistlicher fungierte, gab der Verein die Pfennigpredigten heraus (1892) und begann mit der Behindertenarbeit, woraus später das Annastift in Hannover entstand. 1910 folgte die Gründung des epd Niedersachsen.
Zur Vereinsarbeit gehörte zudem die Arbeit mit Jugendlichen (Landesjugendpfarramt), mit Alkoholikern (Trinkeranstalt, Blaues Kreuz), mit Frauen (heute: Frauenwerk) u. a.
Viele der Aufgabengebiete wurden im Laufe der Zeit zu selbständigen Einrichtungen, Vereinen und Organisationen oder gingen später im Amt für Gemeindedienst (heute: Haus kirchlicher Dienste der Landeskirche Hannovers) auf.
Seit 2002 richtet der Verein regelmäßig überregionale Gottesdienste in der Christuskirche Hannover aus. Seit 2004 finden im Expowal auf dem ehemaligen Gelände der Expo 2000 Veranstaltungen statt. 2008 übernahm der Landesverein den Expowal. Der Verein unterhält auf Langeoog Familienferienstätten und ist seit Jahrzehnten in der Familienhilfe tätig, seit 2011 ist der Verein Träger des Netzwerkes Mirjam (Netzwerk Mirjam), das sich um Schwangere und junge Mütter kümmert.